# ريتشارد هايدن (سياسي)
ريتشارد هايدن (بالإنجليزية: Richard Hayden)‏ هو سياسي أمريكي، ولد في 25 يوليو 1956 في فيلادلفيا في الولايات المتحدة. حزبياً، نشط في الحزب الديمقراطي. وقد انتخب عضو مجلس نواب بنسيلفانيا.